# Buenia
Buenia es un género de peces de la familia góbidos del orden de los perciformes. Son de pequeño tamaño, agua salada e inofensivos para los seres humanos. Normalmente acostumbran a nadar en pequeños bancos de peces, aunque también se encuentran ejemplares solitarios.

## Distribución geográfica
De las tres especies reconcidas de Buenia, dos de ellas, Buenia affinis y la recientemente descubierta Buenia massutii, se encuentran en el Mar Mediterráneo mientras que la especie Buenia jeffreysii habita las aguas frías del noreste del Océano Atlántico y también en la costa sudeste de Islandia, pudiendo alcanzar una profundidad máxima de hasta 330 metros bajo el nivel del mar, siendo una de las tres especies de góbidos que más profundo llega.

## Especies
En 2017, una expedición científica formada por miembros del Instituto Español de Oceanografía (IEO), el Museo de Historia Natural de Rijeka (Croacia) y la principal institución de investigación zoológica de Alemania, el Zoologische Staatssammlung Münche, localizaron una nueva especie en el Mar Mediterráneo, concretamente en aguas de las Islas Baleares, a la que llamaron Buenia massutii en honor al científico español Enric Massutí del Centro Oceanográfico de Baleares y publicado por primera vez en la revista científica Zootaxa el 11 de abril de 2017.
- Buenia affinis (Iljin, 1930)
- Buenia jeffreysii (Günther, 1867)
- Buenia massutii (2017)[4][5]